# トッレーニョ

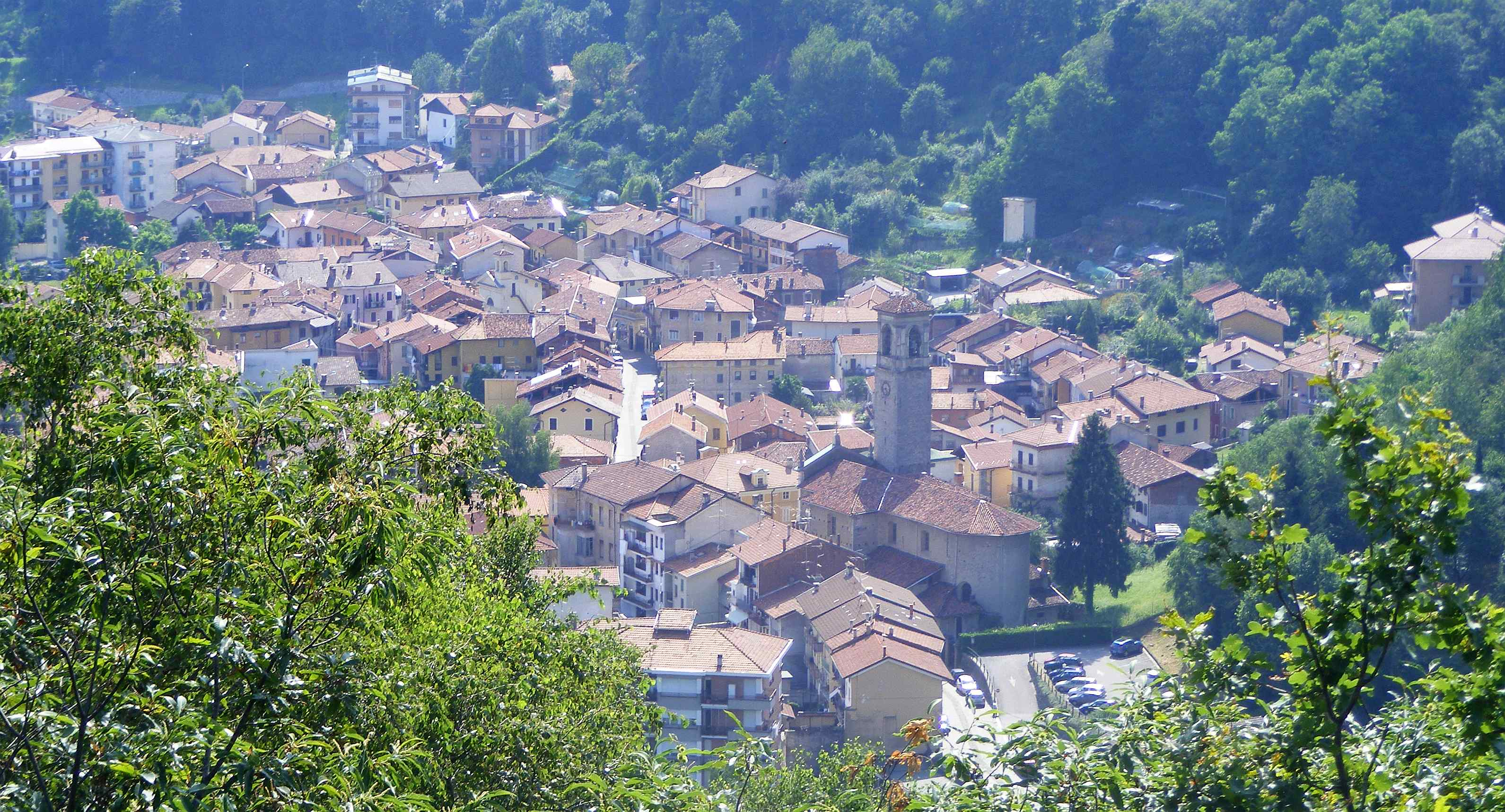

トッレーニョ（伊: Tollegno）は、イタリア共和国ピエモンテ州ビエッラ県にある、人口約2,500人の基礎自治体（コムーネ）。

## 地理

### 位置・広がり
| 隣接するコムーネは以下の通り。 - アンドルノ・ミッカ - ビエッラ - プラルンゴ - サリアーノ・ミッカ |